# Kemal Unakıtan
Kemal Unakıtan né le 14 février 1946 à Süloğlu, Edirne et mort le 12 octobre 2016 à Istanbul, est un homme politique.
Diplômé de l'Académie des sciences économiques et commerciales d'Ankara (AİTİA) en 1968. Il commence à travailler au ministère des finances comme expert comptable, entre 1976-1978, il est directeur général de SEKA (entreprise publique de papier), plus tard il rejoint au secteur privé. Membre du Parti de la justice et du développement, député d'Istanbul (2002-2007) et d'Eskişehir (2007-2011), ministre des finances (2002-2009).